# Ulaş Tümer
Ulaş Berkim Tümer (30 de abril de 2002) é um arqueiro profissional turco.

## Carreira
De Gelibolu, Tümer começou o tiro com arco aos nove anos de idade. Ele se tornou o campeão turco na categoria júnior. Em 2017, Tümer estreou pela seleção nacional e ingressou na equipe A em 2020. Ele é medalhista de prata no Campeonato Mundial de 2023 na prova por equipes recurvas masculinas em Berlim.
Ele foi selecionado para representar a Turquia nos Jogos Olímpicos de Verão de 2024. Na prova por equipes masculinas, conquistou a medalha de bronze, ao lado de Muhammed Yıldırmış e Mete Gazoz.